# 김동진 (국악인)
김동진(金東鎭, 1938년 ~ 1989년)은 대한민국의 국악인으로 대금 산조의 명인이다.

## 생애
예명(藝名)은 김동진(金東植), 호는 취송이다. 전라남도 화순 출신이다. 김동진의 집안은 전통적으로 국악인 가계로써 전문 예인으로 행세하는 이들이 많았고, 근래에 이르러서도 많은 전문 예인을 배출한 가문이었다. 특히나 그의 형제로서 전문 예인으로 중앙과 지방을 아우르며 활동한 이들이 많은데, 대표적으로 큰 형 김동준(金東俊)과 막내 동생 김동표(金東票)를 들 수 있다. 김동준은 1970년대와 1980년대를 주름 잡았던 명고수로 중요무형문화재 제59호 판소리 고법의 예능보유자로 있다가 작고하였고, 김동표는 중요무형문화재 제45호 대금 산조의 예능보유자로 지정되어 현재까지 부산에서 후진을 양성하고 있다.
14세 때 당시 남원에 기거하던 강백천(姜白川)으로부터 가야금 산조를 배웠고, 16세 때에는 정읍에서 신달용(申達用)에게 대금 줄풍류 가운데 본중령(本中靈)~굿거리 과장을 배웠고, 또한 남도삼현(南道三絃) 가운데 염불(念佛)~타령(打令) 과장을 배웠다. 그러다가 다시 20세가 되어서 강백천의 문하로 들어가 대금을 수학하여 일가를 이루었다. 또한 강백천의 가락 뿐 아니라 편재준(片在俊)과 한주환(韓周煥)의 바디를 연구하여 자신만의 독창적인 유파를 이루기에 이르렀다.
중년 이후에는 부산, 경주, 용인의 한국민속촌 등지에서 자주 연주하였으며, 그 뒤로는 서울에서 왕성한 활동을 하였다. 그러나 후두암에 걸리지는 않아하다가 1989년, 서울 자택에서 작고하였다.

## 예술 세계
흔히 김동진을 강백천류 대금산조의 일인자로 평가하는 경우가 많은데, 실제로 그는 강백천의 대금 가락을 바탕에 두고 편재준과 한주환 등의 가락을 덧붙여서 강백천의 그것과는 차이가 있는 새로운 바디를 형성한 것으로 보아야 한다. 이에 대해서는 역시 강백천을 사사한 송부억쇠의 증언에서 확인할 수 있는데, 송부억쇠는 김동진의 대금 산조에 대하여 강백천의 것과는 다소 차이가 있다고 하였다.
그의 녹음을 통해서 확인해 보자면, 먼저 중중모리와 자진모리 장단의 구분이 확연하여 강백천류가 아닌 박종기 류의 소위 '소리더늠 산조'의 맥을 따르고 있으며, 다음으로 조(調)의 사용에 있어서 강백천과는 다소 다른 양상을 보이는데, 이는 한주환의 것과 거의 흡사하다. 뿐만 아니라 강백천이 전통적인 시나위 대금으로 산조를 연주했던 것에 비하여, 김동진은 산조 대금을 사용하여 연주했다. 산조 대금은 시나위 대금보다 약 2도 정도 음정이 낮은데, 이 또한 강백천과는 차이가 있는 대목이다. 때문에 그의 가락을 온전히 강백천류라고 하기에는 문제가 있는 것이다. 다만, 대금의 성음 만큼은 강백천의 것을 큰 줄기로 삼고 있기 때문에 강백천류를 중심에 두고 있다고 할 수 있는 것이다.
그의 산조가 이처럼 변용되고 확대된 까닭에는 그 자신의 경험도 영향을 미친 바 있을 것이나, 큰 형인 김동준의 영향을 크게 받은 것이 아닌가 한다. 김동준은 본래 소리꾼으로 출발하였고, 10대부터 40대에 이르기까지 소리꾼으로서의 활동 또한 활발했다. 그가 무형문화제 제도 안에서 처음 자리잡은 것 또한 동초 김연수의 수제자로서 지정된 것이었다. 헌데, 40세를 전후하여서부터 소리꾼으로서의 활동과 더불어 고수로서 활동을 하기 시작하는 등, 음악적 외연을 넓혀갔다. 그리고 1970년대가 되면 소리를 작파하고 본격적인 전업 고수로서 활동하기 시작하였는데, 그로부터 작고할 때까지 그는 판소리와 각 산조, 시나위의 반주자로서 중앙 무대에서 명성을 얻었다. 그 음악적 외연의 확대는 자연히 김동진에게 이어진 것이다. 김동준이 직접 대금을 연주하거나 한 것은 아닐지라도, 명인들과 호흡을 맞추면서 그들의 가락을 구음으로 체화하였던 것인데, 이것이 김동진에게 전해지면서 그 산조의 바탕이 더욱 넓어진 것으로 볼 수 있다.
반면, 1960년대의 폐쇄적인 문화재 지정 제도 속에서 김동진은 이수자나 문화재로서 지정받지 못했는데, 그 표면적 원인에 대해서는 '왼손 대금'을 불었기 때문이라고 하지만, 실지로는 상기의 과정을 통해 그 음악적 외연이 확대되어 강백천의 것과는 분명 차이가 있었기 때문으로 보인다.
이렇듯 풍성해진 대금 산조의 가락은 김동진 이후의 대금 연주자들에게 많은 영향을 미쳤으며, 현재 연주되는 대금산조의 곡조를 들어보면 김동진의 가락이 폭넓게 수용되어 있다. 그것은 그가 상당히 많은 연주활동을 가졌기 때문으로 볼 수 있다. 그러나 비교적 많은 횟수의 연주 활동에도 불구하고 무형문화재 지정이 되지 않았기 때문에, 전판의 전승은 잘 되지 않았으며, 그 사후에는 중앙 무대에서 볼 수 없게 되었다. 다만 지방에서 활동하는 몇 제자들이 그의 가락을 잇고 있다.

## 가족 관계
- 형 : 김동준 (1928년 ~ 1990년 10월 2일)
- 동생 : 김동표 (1941년 ~ 2020년 6월 10일)
  - 제수 : 김말례
    - 조카 : 김영석, 김영규, 김영미